# António Figueiredo Lopes
António Jorge de Figueiredo Lopes (ur. 21 listopada 1936 w Viseu) – portugalski polityk i prawnik, działacz Partii Socjaldemokratycznej, parlamentarzysta krajowy i europejski, minister obrony narodowej (1995) oraz minister administracji i spraw wewnętrznych (2002–2004).

## Życiorys
Absolwent prawa na Uniwersytecie Lizbońskim. Pracował początkowo w sektorze bankowym, później w sektorze funduszy emerytalnych. W pierwszej połowie lat 70. zaczął obejmować wyższe stanowiska w administracji rządowej. Od 1974 był dyrektorem generalnym odpowiedzialnym za administrację. W 1978 został sekretarzem stanu do spraw administracji publicznej, następnie pełnił tożsamą funkcję do spraw budżetu (od 1980), reformy administracji (od 1981) i obrony narodowej (od 1983). W 1981 wstąpił do Partii Socjaldemokratycznej.
Był posłem do Zgromadzenia Republiki IV i VII kadencji, a w latach 1987–1988 deputowanym do Parlamentu Europejskiego II kadencji.
Pracował później w strukturach Komisji Europejskiej na stanowisku doradczym, był też członkiem rady naukowej Europejskiego Instytutu Administracji Publicznej. W 1991 objął stanowisko sekretarza stanu do spraw obrony narodowej. W 1995 premier Aníbal Cavaco Silva powierzył mu funkcję ministra obrony narodowej, którą pełnił przez kilka miesięcy, odchodząc wraz z całym gabinetem. W latach 1996–2002 współpracował z instytutem, który założył Jacques Delors. Od 2002 do 2004 sprawował urząd ministra administracji i spraw wewnętrznych w rządzie José Manuela Durão Barroso.

## Odznaczenia
- Krzyż Wielki Orderu Infanta Henryka (Portugalia, 2006)[5]